# Satō Kōtoku
Satō Kōtoku (jap. 佐藤 幸徳; * 5. März 1893 in der Präfektur Yamagata, Japan; † 26. Februar 1959) war ein Generalleutnant des Kaiserlich Japanischen Heeres.

## Leben
Satō wurde in der Präfektur Yamagata geboren. 1913 schloss er als Oberleutnant die Militärakademie ab. 1921 folgte der Abschluss der Generalstabsakademie. 1932 wurde er zum Oberst befördert und diente im 11. Regiment der 5. Division. 1934 wurde er in den Stab der 6. Division versetzt. 1937 übernahm er das Kommando über das 75. Regiment in der Mandschurei. Ein Jahr später folgte das Kommando über die 8. Grenzschutz-Einheit, ebenfalls in der Mandschurei. Mit der Beförderung zum Generalmajor 1939 wurde er zum Befehlshaber der 23. Brigade ernannt, von der er 1941 zur 54. Division versetzt wurde. Kurze Zeit später wurde ihm die 67. Selbstständige Gemischte Brigade anvertraut, die er bis 1943 führte. Am 25. März 1943 übernahm er die Führung der neu aufgestellten 31. Division, die der 15. Armee unterstellt war.
Ende 1943 wuchs beim Kommandierenden der 15. Armee, Generalleutnant Mutaguchi Renya, der Plan, eine Invasion Indiens aus Burma zu starten. Letztendlich gab Mutaguchis Vorgesetzter, General Kawabe Masakazu, Befehlshaber der Regionalarmee Burma, sein Einverständnis. Das Unternehmen wurde Operation U-gō getauft und sah vor, dass die 33. und 15. Division Imphal angreifen, belagern und einnehmen sollte, während die 31. Division Kohima als Angriffsziel hatte. Kohima war für die Alliierten ein wichtiger Nachschubposten für Imphal und die Einnahme ersteren würde die Erfolgsaussichten drastisch erhöhen.
Am 15. März 1944 machte sich Satō mit seiner Division, die zu diesem Zeitpunkt ca. 15.000 Mann zählte, auf den über 100 km langen Weg quer durch den Dschungel Birmas. Alle Lasten, Waffen, Verpflegung und Munition, mussten von seinen Männern oder Lasttieren transportiert werden. Für die Dauer der Operation war ein stetiger Versorgungsfluss, wie sonst üblich, nicht vorgesehen und ließ das Unternehmen auf dünnen Stelzen stehen. Satō war zwar ein zielstrebiger und aggressiver Befehlshaber und somit für diese Aufgabe prädestiniert, war aber nicht nur aus logischen Gründen gegen den Plan Mutaguchis gewesen, sondern auch aus persönlichen. Seit langem war er ein erbitterter politischer Gegner Mutaguchis und brachte dies bei jeder Gelegenheit zum Ausdruck.
Am 19. März konnte die Vorhut der 31. Division die bei Sheldon’s Corner stationierte 50. indische Fallschirmjäger-Brigade überraschen und vertreiben. Bereits am 22. März hatte sich die 31. Division bis nach Sangshak durchgeschlagen und griff in mehreren Angriffswellen die zurückgezogenen Reste der 50. Fallschirmjäger-Brigade an (→ Schlacht um Sangshak).
Am 4. April erreichten die ersten Truppen der von Marsch und Kämpfen erschöpften 31. Division Kohima. Die britischen und indischen Truppen erweiterten bei Kohima, das auf einem Höhenkamm liegt, den Ausbau ihrer Stellungen mit Bunkern und Laufgräben. Die Japaner begannen umgehend, die alliierten Stellungen mit ihren Typ 94 75-mm-Gebirgsgeschützen zu beschießen. Bis zum 17. April konnte die 31. Division den Ring um Kohima immer enger ziehen, wobei der Nachschubmangel insgesamt, vor allem aber bei Artilleriegranaten, immer schwerwiegender wurde. Der erlahmende japanische Angriff ermöglichte es den Briten am 18. April zum ersten Mal seit Beginn der Angriffe, Nachschub und Entsatz nach Kohima zu bringen – darunter auch einige Lee Grant Panzer. Ab 20. April traf die britische 2nd Infantry Division ein und ließ die Zahl der Verteidiger erneut ansteigen. Angesichts der erneuten alliierten Verstärkung sah sich Generalleutnant Satō dazu veranlasst, sich beim Hauptquartier der 15. Armee über ausbleibenden Nachschub zu beschweren.
Am 23. April befahl Satō in einer letzten verzweifelten Anstrengung, Kohima einzunehmen, die jedoch scheiterte. Danach ging die 31. Division in die Defensive über. Mit Hilfe der Panzer gingen die Alliierten danach zur Offensive über und säuberten nach und nach die japanischen Bunker. Am 25. Mai, nach zweimonatiger ununterbrochener Kämpfe und quasi ohne Versorgung, funkte Satō an Mutaguchi um Erlaubnis, sich zurückziehen zu dürfen, was ihm dieser jedoch nicht gewährte. Sechs Tage später schickte Satō folgenden Funkspruch an Mutaguchi:

「善戦敢闘六十日におよび人間に許されたる最大の忍耐を経てしかも刀折れ矢尽きたり。いずれの日にか再び来たって英霊に託びん。これを見て泣かざるものは人にあらず.」

„Wir haben über zwei Monate mit größter Tapferkeit gekämpft und die Grenzen menschlicher Stärke erreicht. Unsere Schwerter sind zerbrochen und die Pfeile verschossen. Bittere Tränen weinend ziehen wir uns von Kohima zurück.“

Am 31. Mai zog Satō seine auf ca. 8.000 Mann zusammengeschrumpfte Division auf Eigenverantwortung von Kohima ab und begab sich auf den Rückzug. Satōs Befehlsverweigerung hatte ein Nachspiel und führte zu dessen Abberufung. Am 5. Juli 1944 wurde er durch Generalleutnant Kawada Tsuchitarō abgelöst.
Ende 1944 wurde er in das Hauptquartier der 16. Armee berufen. 1945 diente er bis Kriegsende im Hauptquartier der Regionalarmee Norddistrikt. Nach der Kapitulation Japans ging er in den Ruhestand.
Satō starb am 26. Februar 1959.